# Ндереба, Катрин
Катрин Нямбура Ндереба (англ. Wincatherine Nyambura Ndereba; род. 21 июля 1972 года) — кенийская легкоатлетка, которая специализировалась в марафоне.
Родилась в городе Ньери, одна из семи детей в семье. По этническому происхождению принадлежит к народу Кикуйю. В 1995 году поступила на службу в отдел «Служба тюрем Кении», где и начала профессионально тренироваться. Профессиональную спортивную карьеру начала в 1995 году. Затем был перерыв, связанный с рождением дочери Джейн. В 1999 году дебютировала на марафоне в Бостоне. Четырёхкратный победитель Бостонского марафона. Победительница полумарафона CPC Loop Den Haag в 2001 году. Пятикратная победительница пробега Beach to Beacon 10K. Двукратный серебряный призёр олимпийских игр в 2004 и 2008 годах. Экс-рекордсменка мира в марафоне. Дважды признавалась лучшим спортсменом Кении в 2004 и 2005 годах. Чемпионка мира 2007 года в марафоне.
В настоящее время вместе с мужем Энтони Майном и дочерью живёт в Ньери.

## Достижения
- 1999:  Нью-Йоркский марафон — 2:27.34
- 1999: 6-e Бостонский марафон — 2:28.26
- 2000:  Чикагский марафон — 2:21.33
- 2000:  Бостонский марафон — 2:21.33
- 2001:  Чикагский марафон — 2:18.47
- 2001:  Бостонский марафон — 2:23.53
- 2002:  Чикагский марафон — 2:19.26
- 2002:  Бостонский марафон — 2:21.12
- 2003:  Чемпионат мира 2003 — 2:26.32
- 2003:  Лондонский марафон — 2:19.55
- 2003:  Нью-Йоркский марафон — 2:23.04
- 2004:  Бостонский марафон — 2:24.27
- 2005:  Бостонский марафон — 2:25.13
- 2005:  Чемпионат мира 2005 — 2:22.01
- 2006:  Осакский марафон — 2:25.05
- 2006:  Нью-Йоркский марафон — 2:26.58
- 2007:  Чемпионат мира 2007 — 2:30.37
- 2007: 5-e Нью-Йоркский марафон — 2:29.08
- 2008: 5-e Нью-Йоркский марафон — 2:29:14
- 2009: 7-e Лондонский марафон — 2:26.22
- 2009:  Йокогамский марафон — 2:29.13

## Личные рекорды
- 5000 метров — 15.27,84
- 10 000 метров — 32.17,58
- Полумарафон — 1:07.54
- Марафон — 2:18.47